# لینگچی

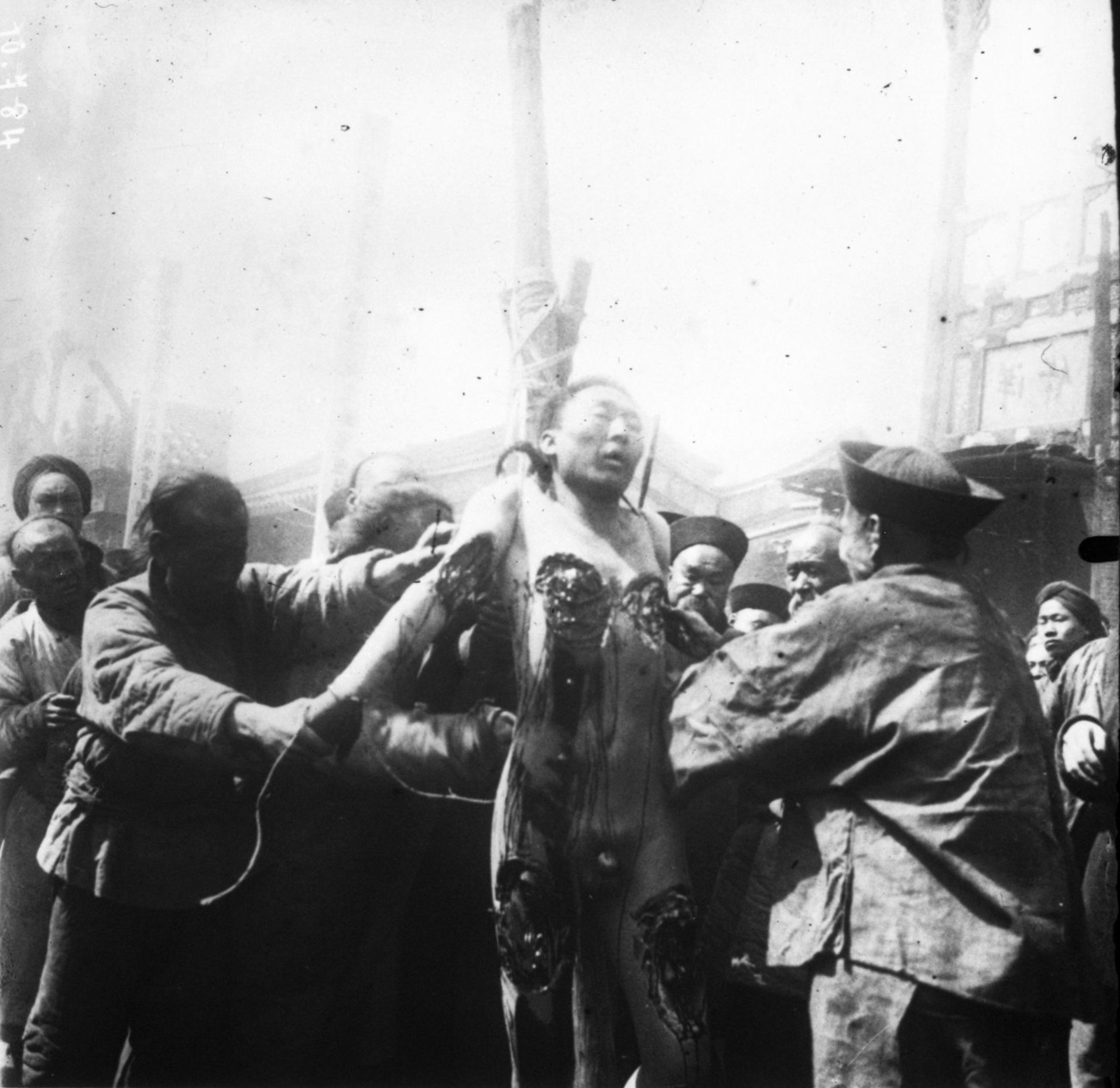
لینگچی در چین، حوالی سال ۱۹۰۵ میلادی

لینگچی (به چینی: 千刀万剐) یا مثله کردن آهسته (به انگلیسی: Slow slicing) یک روش شکنجه و اعدام در چین بود که از حوالی سال ۹۰۰ میلادی تا زمان ممنوعیت آن در سال ۱۹۰۵ استفاده می‌شد. در این روش اعدام، قسمت‌های مختلف بدن قربانی با استفاده از یک چاقو و طی یک دوره زمانی بریده می‌شد.. لینگچی برای جرائم ویژه‌ای مانند خیانت، کشتن والدین، کشتار دسته جمعی و … استفاده می‌شد. پادشاهان از این روش برای ترساندن مردم و گاهی اوقات برای جرائم جزئی هم استفاده می‌کردند. برخی از پادشاهان از این روش برای کشتن خانواده دشمنان خود استفاده می‌کردند. در این روش، ابتدا شخصی که قرار بود اعدام شود را در یک مکان معمولاً عمومی به یک تنه چوبی می‌بستند. سپس گوشت بدن او در چند مرحله بریده می‌شد که جزئیات انجام این کار در قوانین چین مشخص نشده‌است و بنابراین می‌توان گفت این کار به روشهای مختلفی صورت می‌گرفته. بدست آوردن جزئیات این کار سخت است اما معمولاً این کار با بریدن دست‌ها، پاها، سینه‌ها، بریدن سر یا زخمی کردن قلب با چاقو انجام می‌گرفت. همچنین در مواردی از تریاک استفاده می‌شد تا مانع غش کردن قربانی شود. اگر جرم کم‌اهمیت بود یا جلاد دلرحم بود، اولین برش در گلو ایجاد می‌شد تا باعث مرگ گردد و برش‌های بعدی فقط برای مثله کردن جسد بکار می‌رفت. لینگچی می‌توانست برای شکنجه و اعدام یک فرد زنده یا همچنین به عنوان یک نوع تحقیر بعد از کشته شدن فرد استفاده شود.